# فرانسه ۲

نامواره شبکه فرانسه 2

فرانسه دو (France 2) در ۲۱ دسامبر ۱۹۶۳ تأسیس شد و هم‌اکنون بزرگ‌ترین شبکه تلویزیونی فرانسه‌است که بخشی از گروه فرانس تلویزیون (France Télévisions) محسوب می‌شود.
این شبکه در ۱ اکتبر ۲۰۰۰ میلادی با پخش تصاویر کشته شدن محمد الدوره در درگیری میان نیروهای دفاعی اسرائیل و شبه نظامیان فلسطینی جنجالی در رسانه‌های جهان به پا کرد.